# Diferencial autoblocant

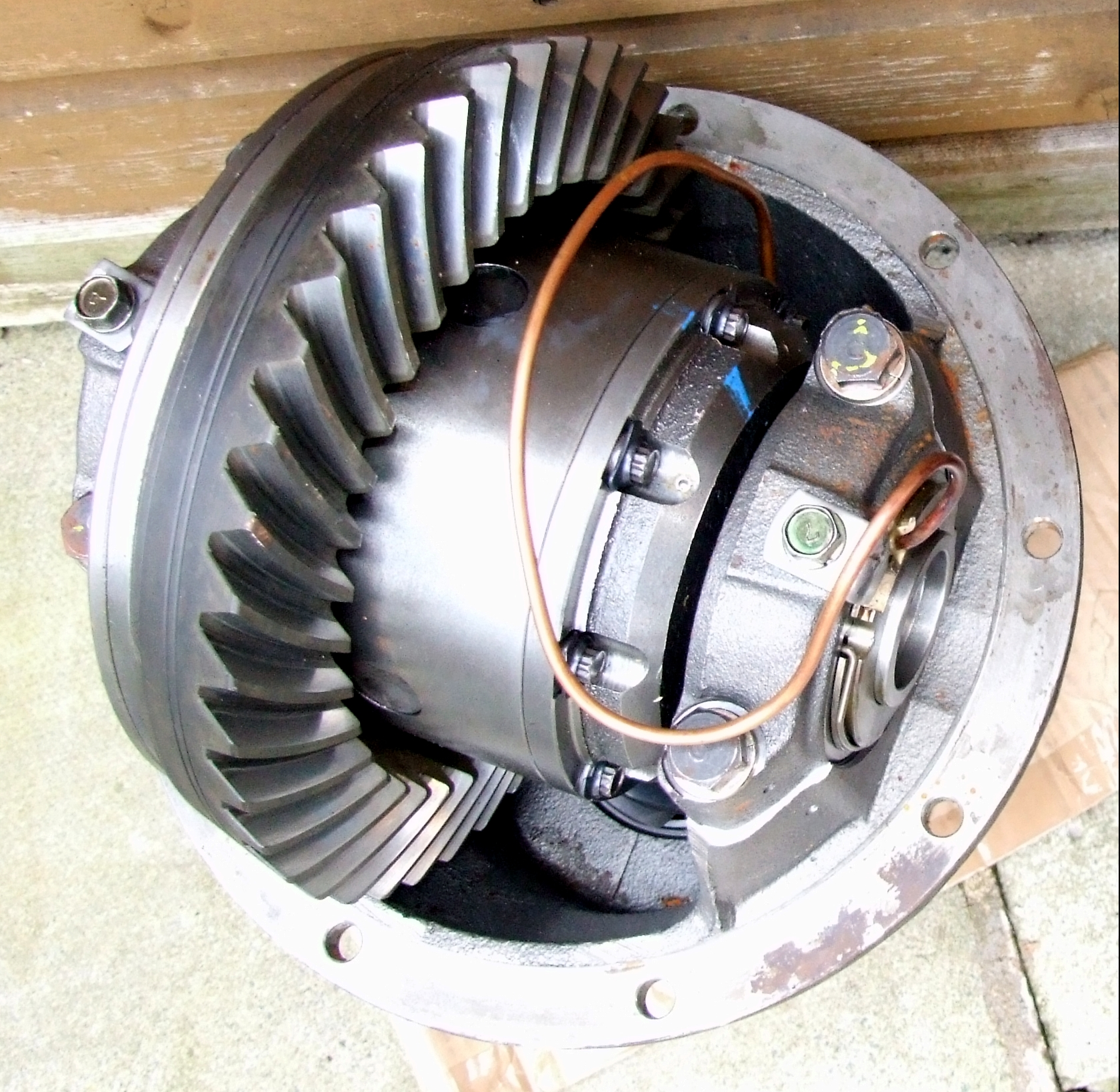
Diferencial de bloqueig d'aire ARB instal·lat en un Mitsubishi Delica L400 LWB.

El  diferencial autoblocant  limita la possibilitat que una roda giri lliure respecte a l'altra segons un tarat fix predeterminat, és a dir, només s'anul·la part de l'efecte diferencial.
Al seu torn, poden ser de diversos tipus:
- Mecànic, en què una molla fa actuar un mecanisme que augmenta el fregament intern, limitant l'efecte diferencial quan es detecta diferència de gir entre els semieixos
- Mecànic, mitjançant engranatges especials, amb el sistema Torsen
- Mecànic, mitjançant un visco-acoblador tipus Ferguson.
- Electrònics, que utilitzen els sensors del sistema ABS i frenen les rodes que perden adherència (alguns també limiten momentàniament la potència del motor) perquè es mantingui la capacitat de tracció.